# Espai de llibertat, seguretat i justícia de la Unió Europea

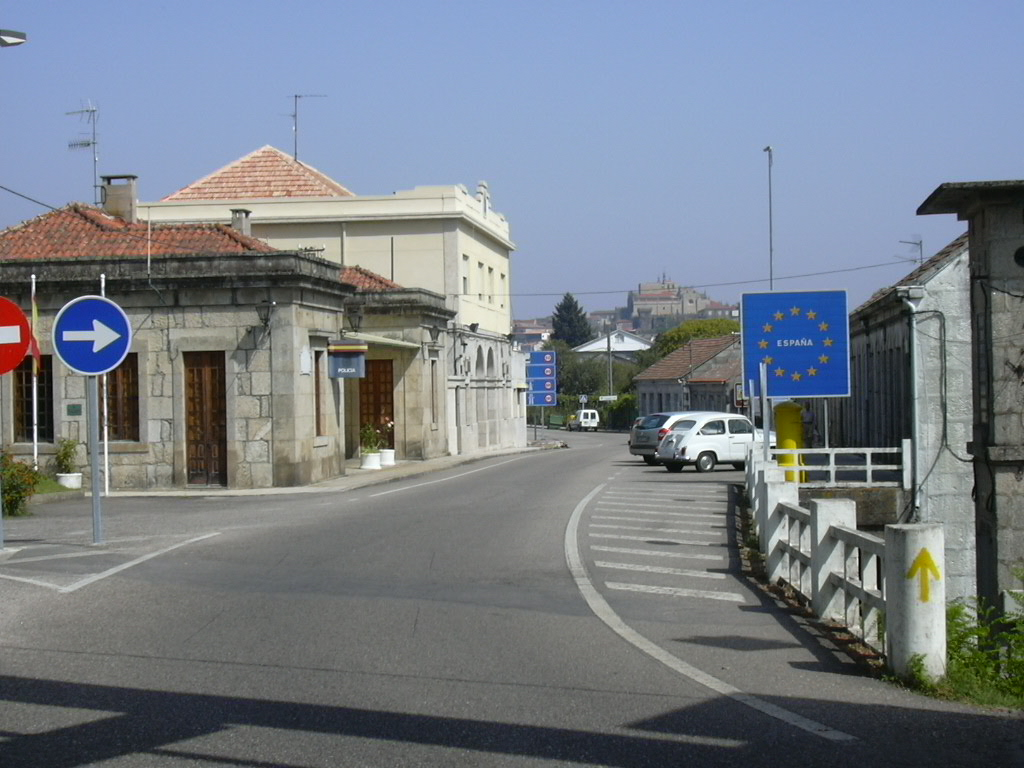
Frontera de Tuy entre Espanya i Portugal

L'espai de llibertat, seguretat i justícia (ELSJ) és el nom amb què es designa un conjunt de polítiques i actuacions que la Unió Europea desplega, essencialment dins, però també fora de les seves fronteres, per aconseguir l'objectiu de crear una àrea compartida entre els seus estats membres on s'arribi a un alt grau de cooperació i coordinació política, policial i judicial a escala comunitària que faciliti la seguretat interior, un justícia eficaç i una forta protecció de les llibertats públiques per als seus ciutadans.

## Història
La cooperació policial a la Unió Europea, es fa necessària quan el 1986 es proclama la lliure circulació de les persones i els estats membres veuen necessari salvaguardar la seguretat dels ciutadans europeus i combatre la internacionalització de la delinqüència organitzada. En 1976 ja es comença a abordar el tema creant grups de treball anomenats grups Trevi, centrats especialment en el terrorisme i en els problemes d'organització i formació de les autoritats policials.
En l'article K de l'Tractat de Maastricht (1992), s'esmenta la cooperació policial i duanera fent al·lusió a un "interès comú" de l'establiment d'aquesta cooperació a la Unió Europea.Posteriorment, en el Tractat d'Amsterdam (1999) s'amplia aquest concepte i amb això es reforça el marc institucional.
El juny de 1985, França, Alemanya, Bèlgica, Luxemburg i els Països Baixos decideixen crear entre ells un territori sense frontera conegut com el Espai Schengen (per la ciutat luxemburguesa on es va signar aquest primer acord). Aquesta iniciativa va derivar en un concepte més ampli: l'Acord de Schengen de 1990, que entrarà en vigor el 1995, en el qual s'estableix la supressió de controls fronterers entre els estats membres, reforçant les mesures de control a la frontera exterior comú. Les dues resolucions es coneixen conjuntament amb el nom de Patrimoni Schengen.
Sabent que era necessària una major implicació en el tema per part dels estats membres, s'elabora un Pla d'Acció (Viena, desembre de 1998) amb la finalitat d'aplicar de la millor manera possible les disposicions establertes en el Tractat d'Amsterdam. Amb aquest pla d'acció es crea un gran nombre de mesures relatives a la cooperació policial i duanera.
En els mesos posteriors a l'entrada en vigor del Tractat d'Amsterdam té lloc la celebració del Consell Europeu de Tampere (octubre de 1999). En aquesta reunió, els estats membres es comprometen a crear un espai de llibertat, seguretat i justícia a la Unió Europea.

## Drets fonamentals i ciutadania
- Lliure circulació de persones 
  - Espai Schengen
- Drets de la ciutadania europea

## Cooperació judicial i policial
Amb l'objectiu d'aconseguir aquesta cooperació policial, s'han creat diferents organismes internacionals per prevenir infraccions i perills per a l'ordre públic.

### Cooperació judicial penal
A partir de l'acció comuna del 29 de novembre de 1996 adoptada pel Consell sobre la base de l'article K.3 de el Tractat de Maastricht, s'estableix un programa de foment d'iniciatives coordinades relatives a la lluita contra el tràfic d'éssers humans i l'explotació sexual dels nens, el qual es va a veure ampliat pel programa Stop II.
La segona part de el programa es crea amb la finalitat de garantir la continuïtat de el programa Stop, per la Decisió de Consell de 28 de juny de 2001. En aquesta Decisió s'estableix que aquest programa està destinat a cofinançar els projectes presentats per tota institució, associació i organisme privat o públic dels estats membres, que desenvolupa una activitat d'assistència a les víctimes o lluita contra el tràfic il·lícit.

#### Eurojust
La Unitat de cooperació judicial de la Unió Europea (Eurojust) amb seu a l'Haia (Països Baixos), va ser creada l'any 2002 per Decisió de Consell de 28 de febrer de 2002 amb la finalitat de fomentar i millorar la coordinació entre les diferents autoritats competents dels estats membres de la Unió Europea, reforçant la lluita contra les formes greus de delinqüència organitzada transfronterera (terrorisme, tràfic d'éssers humans, narcotràfic ...) per tal de portar els delinqüents davant la justícia de forma ràpida i eficaç.
L'Eurojust facilita reunions de coordinació entre autoritats judicials i policials dels diversos estats membres per tal de resoldre temes jurídics i problemes pràctics que es puguin donar.

### Cooperació policial
A partir de l'Acció comuna 97/12 / JAI de 20 de desembre de 1996 es crea aquest programa amb la finalitat de prevenir, detectar i combatre el terrorisme i la delinqüència, millorant la cooperació entre les autoritats policials i duaneres. Aquesta primera iniciativa es veu ampliada pel programa OISIN II. L'objectiu d'aquest consisteix a fomentar el coneixement dels mètodes de treball i els problemes dels diferents serveis repressius dels països membres.
El programa OISIN II es va substituir pel programa AGIS, creat per la Decisió de Consell de 22 de juliol de 2002 amb l'objectiu de fomentar la cooperació policial i judicial en matèria penal i per donar suport als esforços dels professionals per desenvolupar la política europea en aquest àmbit.

#### Europol
La Oficina Europea de Policia (Europol) va ser creada el 1992. Té la seu a l'Haia (Països Baixos) i el personal pel qual està compost inclou a representants d'organismes nacionals relacionats amb la Justícia: policia, duanes, serveis de immigració... El Consell d'Administració d'Europol consta d'un representant de cada país de la Unió Europea. A cada estat membre es crea una Unitat Nacional Europol (UNE) òrgan d'enllaç entre Europol i els serveis nacionals competents. La seva principal funció és la transmissió d'informació entre els dos ens.
L'objectiu d'aquesta agència és facilitar l'intercanvi d'informació, analitzar la intel·ligència i coordinar les operacions entre els estats membres a fi de prevenir i combatre la delinqüència internacional organitzada. Com que l'Europol no pot efectuar detencions, ajuda recaptant, analitzant i compartint informació. Els seus principals àmbits d'actuació són el tràfic de drogues, les xarxes d'immigració, el trànsit de vehicles, la pornografia infantil, el blanqueig de diners, el tràfic d'éssers humans i el terrorisme.
En la conclusió número 44 de el Consell Europeu de Tampere es reclama la creació d'una "unitat operativa europea de caps de policia amb l'objectiu d'intercanviar en cooperació amb Europol experiència, millors pràctiques i informació sobre les actuals tendències de delinqüència transfronterera, així com de contribuir a la planificació d'accions operatives". D'aquesta manera es crea el Grup de treball de Caps de Policia, el qual ha pres un considerable nombre d'iniciatives per a activitats relatives, per exemple, a la immigració il·legal, a el tràfic d'éssers humans, a la delinqüència relacionada amb el abús sexual infantil etc. Amb tot i això, la seva actuació sovint és ineficaç ja que ha tingut nombrosos problemes.
La Europol es troba amb múltiples traves a l'hora de dur a terme la seva actuació diària, ja que els estats membres són molt reticents a compartir informació. És per això, que aquesta institució no porta a terme la seva tasca amb total objectivitat.

#### Cepol
L'Escola Europea de Policia amb seu a Bramshill (Regne Unit), va ser creada l'any 2000 per la Decisió 2000/820 / JAI, encara que posteriorment es deroga aquesta decisió en detriment de la 2005/681 / JAI de Consell.
Creada el 2005 com agència de la Unió Europea (UE) (per Decisió de Consell 2005/681 / JAI de 20 de setembre del 2005), la CEPOL tenia la seva Secretaria a Bramshill (Regne Unit), a uns 70 km de centre de Londres, però, el Regne Unit mitjançant cartes el 12 de desembre de 2012 i el 8 de febrer del 2013, va informar a la CEPOL, que havia decidit unilateralment, que ja no desitjava albergar la seu al seu territori. Per aquest motiu, es va treballar en reubicar la seu de CEPOL, i això es va concloure amb el Reglament (UE) Nº 543/2014, que modifica la Decisió 2005/681 / JAI, i que determina que des de l'1 de gener de 2014, la nova seu de CEPOL es trobarà a Budapest. Aquesta agència contribueix a la formació dels funcionaris policials de rang superior amb la finalitat de fomentar la cooperació transfronterera en la lluita contra la delinqüència i el manteniment de l'ordre i seguretat públics.
Al principi la Cepol no comptava ni amb personalitat jurídica ni amb un pressupost propi, i va haver de fer front a moltes dificultats, reconeixent posteriorment aquesta personalitat intrínseca.
Per assolir els seus objectius aquest organisme duu a terme un seguit d'accions, com per exemple, impartir cursos de formació o participar en l'elaboració de programes harmonitzats dirigits a funcionaris policials de rang superior, difondre les millors pràctiques i resultats de la investigació, així com crear una xarxa electrònica que serveixi de suport a la Cepol en el compliment de les seves tasques, vetllant per que s'estableixin les mesures de seguretat necessàries.

## Lluita contra el crim
El Programa específic de prevenció i lluita contra la delinqüència (2007-2013) substitueix el programa AGIS i oferia als ciutadans de la Unió Europea un alt grau de seguretat dins d'un espai de llibertat, seguretat i justícia. Pretenia promoure i desenvolupar les millors pràctiques en matèria de protecció de testimonis, en matèria de protecció de les víctimes de delicte així com garantir l'ordre públic. El pressupost d'aquest programa per a l'any 2007 - 2013 ascendia a 602.600.000 d'euros.

### Terrorisme
En la dimensió exterior d'aquesta política trobem els Acords SWIFT entre la UE i els Estats Units d'Amèrica relatius a la transferència de dades bancàries.